# Ракитовка (Красноярский край)
Ракитовка — село  в Ирбейском районе Красноярского края Российской Федерации. Входит в состав Усть-Каначульского сельсовета.

## География
Расположено вблизи реки Большая Уря в 20 км к северу от села Ирбейское и в 155-160 км к востоку от Красноярска.

## Климат
Климат резко континентальный, с продолжительной морозной зимой и коротким тёплым летом. Средняя температура воздуха самого тёплого месяца (июля) составляет 18,3 °C (абсолютный максимум — 38 °C); самого холодного (января) — −21,1 °C (абсолютный минимум — −60 °C). Продолжительность безморозного периода составляет в среднем 90 дней. Среднегодовое количество атмосферных осадков составляет 484 мм, из которых 367 мм выпадает в период с апреля по октябрь. Снежный покров держится в течение 170 дней.

## История
Село было основано в дореволюционное время переселенцами из Украины во времена столыпинской аграрной реформы, основу жителей села составили переселенцы из села Ракита Великобагачанского района Полтавской области.

## Население
| 2010 |
| ---- |
| 9    |